# 12 Days
 (juillet 2022).
12 Days est un premier roman graphique/amerimanga écrit et illustré par June Kim. En se basant partiellement sur une histoire qui lui a été racontée par un étranger, June Kim commence une première version de 12 Days alors qu'elle est en deuxième année d'université pour s'aider à faire face à la fin d'une relation. Après avoir tourné la page sur le plan émotionnel, elle cesse de travailler sur la bande dessinée et quitte la Corée du Sud pour aller à la School of Visual Arts de Manhattan, à New York, aux États-Unis, où elle obtient une licence en dessin animé. Après avoir présenté avec succès 12 Days à l'éditeur de mangas Tokyopop, elle reprend le travail au début de 2005 et l'achève à la mi-août 2006. 12 Days est centré sur Jackie Yuen, qui décide de boire les cendres de son ancien amant pendant douze jours dans des boissons afin de surmonter le chagrin causé par sa mort.
Tokyopop a publié 12 Days en Amérique du Nord le 7 novembre 2006, avec des critiques généralement positives. Les critiques font l'éloge du manga pour sa représentation mature du deuil et des relations, ainsi que pour son illustration réaliste, bien que le choix des caractères d'imprimerie pour les dialogues ait été considéré comme distrayant. Les critiques ont également discuté de la façon dont la bande dessinée aborde les questions de l'amour, de la perte et des éléments lesbiens. En mai 2011, Tokyopop  ferme sa branche d'édition nord-américaine, le statut de ses titres de mangas originaux et mondiaux restant incertain.